# ジュヴィンタス湖
座標: 北緯54度28分15秒 東経23度37分43秒 / 北緯54.47083度 東経23.62861度

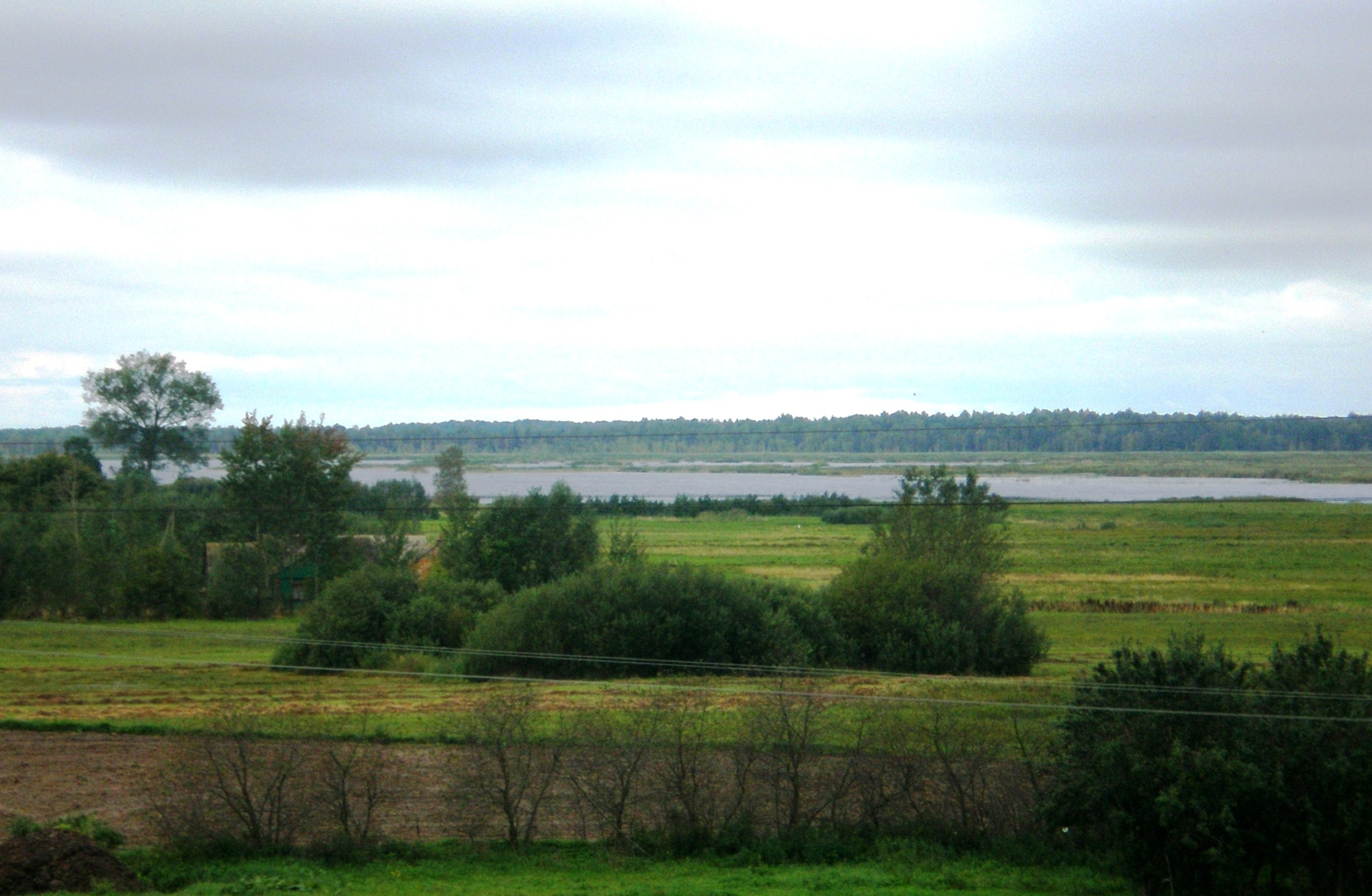
ジュヴィンタス湖

ジュヴィンタス湖（ジュヴィンタスこ、リトアニア語:  Žuvintas）は、リトアニア中南部のアリートゥス郡にある湖、ドヴィネ川の水系に属する。面積は965ha。リトアニアで最も浅い湖として知られ、平均深度は0.6m、最深部でも3mしかない。水鳥の楽園となっているが、現在では泥地になってしまう危険性に直面している。湖は中央リトアニア平野の南部にあり、モレーンの丘陵地に囲まれている。ジュヴィンタス湖と付近のアマルヴァス湖、ジャルティーティス湖の周辺には湿地（スゲのフェン、オオヒモゴケの泥炭地、ヨシ原、高層湿原）、マツ林があり、コブハクチョウの繁殖地である。一帯にはブクタの森もある。
1993年にラムサール条約登録地となり、2011年にユネスコの生物圏保護区に指定された。